# Nationaal Crisiscentrum (België)
Het Nationaal Crisiscentrum (Frans: Centre de crise national) of NCCN is een onderdeel van de FOD Binnenlandse Zaken. Het houdt zich bezig met het coördineren van de (bestuurlijke) reactie op noodsituaties en crisissen. Het NCCN is gevestigd in Brussel, recht tegenover het kabinet van de premier van de Federale regering. Bart Raeymaekers is directeur-generaal van de dienst.
De dienst werd opgericht met het Koninklijk Besluit van 18 april 1988 om beter te kunnen inspelen op tragedies zoals de aanslagen van de CCC, het Heizeldrama en de kernramp van Tsjernobyl. In 2019 werkten 191 mensen op de dienst.
Het Nationaal Crisiscentrum kwam uitgebreid onder de aandacht tijdens de coronacrisis in België begin 2020, voor de uitvoering van de noodmaatregelen, besloten door de Nationale Veiligheidsraad.
Het Crisiscentrum publiceert op zijn website onder meer de Nationale risicoanalyse, een reeks adviezen om zich voor te bereiden op noodsituaties.